# 아오안돈

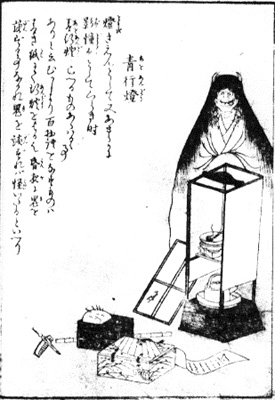
도리야마 세키엔『금석 백귀습유』에서의 아오안돈

아오안돈(일본어: 青行燈→푸른 행등)은 햐쿠모노가타리(백가지 이야기)에 맞춰 나타난다고 하는 일본의 요괴이다.

## 개요
보통 백가지 이야기가 되려 할 때, 또는 백가지 이야기가 끝났을 때에 나타난다고 한다. 백가지 이야기를 할 때 분위기를 내기 위해 행등에 푸른 종이를 붙였다고도 전해진다. 도리야마 세키엔의 『곤쟈쿠햣키슈이(今昔百鬼拾遺)』에는 검고 긴 머리와 뿔을 가진, 이빨을 검게 칠한 하얀 기모노를 입은 여자 귀신의 모습이 나타난다고 한다. 또한『곤쟈쿠햣키슈이』의 해설문에는 ‘鬼を談ずれば、怪にいたるといへり(귀신을 이야기하면, 수상한 일이 일어난다.)’라고 하는 점에서 아오안돈은 요괴 자체의 이름이 아닌, 백가지 이야기 후에 일어난다고 하는 여러 가지의 괴이한 현상을 가리키는 설도 있다.
에도 시대의 괴담집『토노이구사(宿直草)』에는, 천정에서 내려오는 커다란 손으로 실려있다.
햐쿠모노가타리를 이야기한 사람들은, 요괴를 무서워하여 괴담을 99가지에서 그만둔다고 전해지는 점에서, 아오안돈이 나타난다고 하는 구체적인 기록은 거의 남아있지 않다.